# Enicospilus scuintlei
Enicospilus scuintlei là một loài tò vò trong họ Ichneumonidae.